# Protaetia cupripes
Protaetia cupripes är en skalbaggsart som beskrevs av Christian Rudolph Wilhelm Wiedemann 1821. Protaetia cupripes ingår i släktet Protaetia och familjen Cetoniidae. Utöver nominatformen finns också underarten P. c. germar.